# Bill Posey

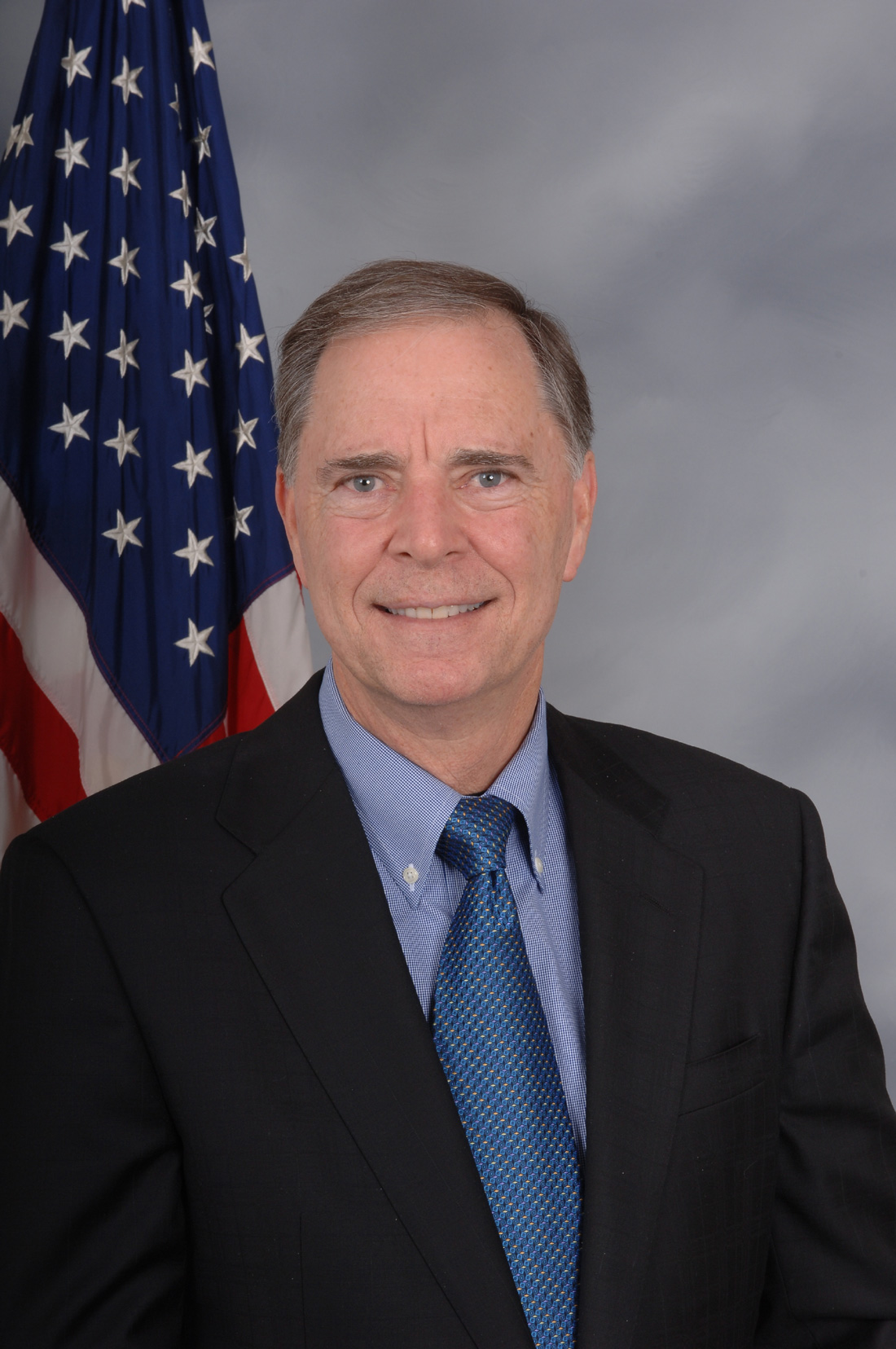
Bill Posey

William „Bill“  Joseph Posey (* 18. Dezember 1947 in Washington, D.C.) ist ein US-amerikanischer Politiker. Seit 2009 vertritt er den Bundesstaat Florida im US-Repräsentantenhaus.

## Werdegang
Im Jahr 1956 kam Bill Posey mit seinem Vater, der eine Anstellung bei der NASA erhielt, nach Florida. Bis 1966 besuchte er die Cocoa High School und danach bis 1969 das Brevard Community College. Von 1974 bis 1976 arbeitete er auch für die NASA. Danach war er in der Planungskommission der Stadt Rockledge tätig. In dieser Stadt wurde er auch Mitglied des Gemeinderates. Zwischen 1986 und 1992 gehörte er der Kommission zur Förderung der geschäftlichen und industriellen Entwicklung im Brevard County an. In den 1970er Jahren arbeitete Posey auch in der Immobilienbranche.
Politisch wurde er Mitglied der Republikanischen Partei. Zwischen 1992 und 2000 saß er als Abgeordneter im Repräsentantenhaus von Florida, von 2000 bis 2008 gehörte er dem Staatssenat an. Dabei setzte er sich nach den Vorfällen bei der Präsidentschaftswahl 2000 für eine Verbesserung des Wahlsystems in Florida ein. Er trat auch für eine Verbesserung des Versicherungswesens im Hinblick auf Naturkatastrophen wie Hurrikans ein.
Bei den Kongresswahlen des Jahres 2008 wurde er im 15. Wahlbezirk von Florida in das US-Repräsentantenhaus in Washington gewählt, wo er am 3. Januar 2009 die Nachfolge von Dave Weldon antrat. Nach bisher vier Wiederwahlen kann er sein Mandat im Kongress bis heute ausüben. Seine Amtszeit läuft nach der Wahl von 2016 bis zum 3. Januar 2019. Seit 2013 vertritt er den achten Kongresswahlbezirk seines Staates. Posey ist bzw. war Mitglied im Finanzausschuss, im United States House Committee on Science, Space and Technology sowie in insgesamt vier Unterausschüssen.
Bill Posey ist verheiratet und lebt privat in Rockledge.

### Kontroversen
Posey gehörte zu den Mitgliedern des Repräsentantenhauses, die bei der Auszählung der Wahlmännerstimmen bei der Präsidentschaftswahl 2020 für die Anfechtung des Wahlergebnis stimmten. Präsident Trump hatte wiederholt propagiert, dass es umfangreichen Wahlbetrug gegeben hätte, so dass er sich als Sieger der Wahl sah. Für diese Behauptungen wurden keinerlei glaubhafte Beweise eingebracht. Der Supreme Court wies eine entsprechende Klage mit großer Mehrheit ab, wobei sich auch alle drei von Trump nominierten Richter gegen die Klage stellten.